# Tavares do Amaral
Max Tavares do Amaral (Itajaí, 2 de julho de 1906 — Rio de Janeiro, 2 de agosto de 1972) foi um advogado e político brasileiro.

## Vida
Bacharel em direito pela Faculdade de Direito de São Paulo.

## Carreira
Foi deputado à Câmara dos Deputados na 38ª legislatura (1947 — 1951), eleito pela União Democrática Nacional (UDN).